# Symphonie no 8 de Piston
Pour les articles homonymes, voir Symphonie no 8.
La Symphonie no 8 a été écrite par Walter Piston en 1965.

## Historique
L'Orchestre symphonique de Boston a commandé la huitième symphonie et l'a créée le 5 mars 1965, sous la direction d'Erich Leinsdorf, à qui la partition est dédiée. Initialement, Piston aurait préféré écrire un concerto pour flûte pour la flûtiste solo de l'Orchestre symphonique de Boston, Doriot Anthony Dwyer, mais Leinsdorf a préféré une symphonie. Le concerto a finalement été composé en 1971. Selon une autre source, cependant, c'est Piston lui-même qui a exprimé sa préférence pour une symphonie.

## Structure
L'œuvre est en trois mouvements:
1. Moderato mosso (la noire à 80)
2. Lento assai
3. Allegro marcato

L'œuvre dure environ 20 minutes.
Bien que Piston ait parfois employé la technique dodécaphonique dès le début, cette technique est beaucoup plus évidente dans la Huitième Symphonie que jamais, et cela apporte avec elle un niveau accru de passion, une expression presque tragique. Le premier mouvement débute par une mélodie construite à partir d'une série dodécaphonique, do, ré bémol, mi, fa, la bémol, sol, fa dièse, mi bémol, ré, la, si, si bémol, accompagné de deux accords de six notes comprenant les deuxième et premier hexacordes de la même série. Cette série donne à la musique une solennité sombre en raison de l'accent mis sur les secondes mineures et les tierces mineures. Après un tel mouvement lent en forme de prélude, le second mouvement lent est quelque peu surprenant. Il se présente sous forme de variations. Le thème est annoncé par le basson suivi par la flûte, avec des variations ultérieures par les cordes, un moderato mosso, et trois autres variations. L'Allegro final Marcato a une forme binaire avec une courte coda. Comme la plupart des finales de Piston, il est animé rythmiquement. L'inversion des lignes mélodiques est une caractéristique importante de ce mouvement, qui se termine par une timbale solo fougueuse.